# Stefan Lazarević
Stefan Lazarević (Kruševac, 1377. – Crkvine kod Mladenovca, 1427.), bio je srpski prosvijećeni vladar (udeoni knez, potom priznati despot) (1402. – 1427.), vitez, mecena i književnik, prvi među jednakima kršćanskoga Zmajevog reda. Bio je sin kneza Lazara i kneginje Milice. Bio je umjetnik u duši, veliki knjigoljubac i renesansni prosvijećeni apsolutist; pod njim je izvršen literarni i umjetnički raskid s nemanjićkom tradicijom, započinje nesuđeno razdoblje renesanse u srpskoj književnosti, pod njim je procvjetala slobodnija resavska škola. Stefan Lazarević se smatra najznačajnijom srpskom osobnošću kasnog srednjeg vijeka.

## Životopis
Od početka svoje uprave kao oblasni gospodar 1393. godine, mladi Stefan Lazarević bio je osmanski vazalni feudalac. Na strani Osmanlija, sudjelovao je kao vazal u tri bitke za sultana Bajazida I. U Vlaškoj se 1395. godine borio u Bitki na Rovinama, gdje su osmanlijske vojne pretrpjele od Rumunja vojvode Mirčea Starijeg značajne gubitke. Ostaje pitanje srpske sabotaže u bitci, no Lazarevićevi suborci, Srbi vazalni Osmanima, kralj Marko Mrnjavčević poznatiji kao Kraljević Marko u narodnoj epici i gospodar Konstantin Dejanović-Dragaš, poginuli su obojica tada. Eliminacija najvećih suparnika među Srbima u boju otvorila je put knezu Stefanu za nametanje za srpskog vlastodršca. Osmanlijska imperija prešla je u defenzivu i odlučujuća bitka se protiv udruženih europskih križara odvila sljedeće, 1396. godine, kod Nikopolja. Srpska teška konjica koju je vodio Stefan Lazarević, 19-godišnji sin "Cara Lazara" pokazala se je presudnom u taktičkom nadmašivanju naoružanih snaga Žigmunda Luksemburškog i njihovom porazu. Međutim, nakon bitke kod Angore 1402. godine, kada su Tatari porazili tursku i srpsku vojsku, i smrti sultana Bajazida I., Stefan Lazarević okrenuo se je europskim državama i postao je ugarski vazal.
Godine 1402. od bizantskog je cara dobio titulu despota, čime Srbija postaje despotovina. Žigmund Luksemburški mu je predao na upravu razrušenu Beogradsku tvrđavu, koju je on obnovio i 1403. godine proglasio svojom prijestolnicom. Godine 1408. postao je član križarskog viteškog reda Zmaja. Godine 1411., nakon rata protiv Bosne, Žigmund mu daje na upravljanje osvojenu Srebrenicu, poznatu po rudnicima srebra.
Pošto nije imao djece, 1426. godine na saboru u Srebrenici proglašava sestrića Đurđa Brankovića za svog nasljednika. 
Umro je 1427. godine kod mjesta Crkvine, zaseoku sela Markovac u općini Mladenovac u sjevernoj Šumadiji.

## Nasljeđe
Suvremenici Stefana Lazarevića veličali su ga kao vrlo kulturnog čovjeka i poistovjećivali s Ptolomejem, pa čak ga i uzdizali iznad njega samog. 

## Vanjske poveznice
- (srp.) Sveti Stefan despot srpski  Arhivirana inačica izvorne stranice od 13. rujna 2017. (Wayback Machine) (spc.rs)
- (srp.) Tamara Ognjević, Despot Stefan Lazarević  Arhivirana inačica izvorne stranice od 13. rujna 2017. (Wayback Machine) (balkanmagazin.net)
- (srp.) Despot Stefan Lazarević: Slovo ljubve (rastko.rs)